# Silvio Santos - Vida, Luta e Glória
Silvio Santos - Vida, Luta e Glória é uma história em quadrinhos de 1969 escrita por Rubens Francisco Lucchetti e ilustrada por Sérgio M. Lima. Esta é a única biografia publicada com a autorização de Silvio Santos.

## Histórico
A revista em quadrinhos foi publicada em preto e branco pela Editora Prelúdio em 1969. A iniciativa surgiu pois José Mojica Martins transferiu os direitos de publicação da revista O Estranho Mundo de Zé do Caixão para outra editora, deixando a Prelúdio com um excesso de papel e mergulhada em uma crise financeira. A ideia original era publicar uma HQ sobre o quadro Histórias que o Povo Conta, mas Silvio Santos deu a autorização para publicar uma biografia. O material usado para a criação da história foi narrado por Silvio em diversas entrevistas na Rádio Nacional, e Silvio deu autorização para que os autores escrevessem o que quisessem, mas eles optaram por encerrar a história como ela estava. A tiragem original foi de 200 mil exemplares, que se esgotaram rapidamente.
A revista virou um item de colecionador, e foi republicada em cores na coleção "Memória dos Quadrinhos Brasileiros" da Avec Editora em 2017, em iniciativa de Artur Vecchi. A colorização foi feita por alunos de design da Faculdade Rio Branco. Em 17 de setembro, Silvio Santos recebeu uma das edições em seu programa.

## Enredo
A obra é a primeira biografia de Silvio Santos, e foi a única biografia publicada com sua autorização.
O quadrinho narra sua infância trabalhando como camelô, seu serviço na Aeronáutica como paraquedista, sua fase como dono de bar, locutor da Rádio Nacional, organizador de circo intinerante, sua mudança para São Paulo e termina em um incêndio no estúdio onde apresentava Os Galãs Cantam e Dançam aos Domingos. A segunda edição possui fotos dos quadrinhistas com Silvio e uma matéria descrevendo como o quadrinho foi produzido.
No quadrinho, os autores omitiram o casamento de Silvio Santos por pedido do mesmo. O quadrinho também afirma que data de nascimento de Silvio foi em 25 de dezembro, no mesmo dia que Jesus Cristo. Sua data de nascimento real foi em 12 de dezembro.